# Хогган, Фрэнсис Элизабет
Фрэнсис Элизабет Хогган (англ. Frances Elizabeth Hoggan, урождённая Морган; 20 декабря 1843 — 5 февраля 1927) была валлийским врачом и первой британкой, получившей степень доктора медицины в университете Европы. Она также была практикующим врачом-новатором, исследователем и социальным реформатором, а также первой женщиной-врачом, зарегистрированной в Уэльсе.

## Ранняя жизнь и образование
Фрэнсис родилась в Бреконе, Уэльс, где её отец, Ричард Морган, был священником. Она выросла и получила образование в Ковбридже в Гламоргане, а затем в Виндзоре. В подростковом возрасте Фрэнсис родила внебрачную дочь, которую воспитывала мать и выдавала за сестру девушки. Фрэнсис продолжала учиться в Париже и Дюссельдорфе.
После того, как в 1867 году Совет Досточтимого общества аптекарей исключил женщин из допуска к своим профессиональным экзаменам, Фрэнсис стремилась получить медицинское образование в Цюрихском университете, где Надежда Суслова, первая женщина-врач России, получила в декабре 1867 года свою степень. Там Морган закончила медицинский курс за три года вместо ожидаемых пяти лет, и в марте 1870 года стала второй женщиной, получившей в Цюрихском университете степень доктора медицины (с диссертацией о прогрессирующей мышечной атрофии). После этого в клинике в Вене она прошла обучение по оперативному акушерству и стала ученицей хирурга Густава Брауна.
Фрэнсис стала первой британкой, получившей европейскую степень доктора медицины.

## Карьера
После получения диплома Фрэнсис работала в ведущих медицинских школах Вены, Праги и Парижа, прежде чем вернуться в Великобританию. Она провела несколько лет в качестве практикующего врача, работая с Элизабет Гарретт Андерсон в Новой больнице для женщин в Лондоне. Она также помогла основать Национальное общество здравоохранения вместе с Элизабет Блэквелл в 1871 году. Его целью было «укрепление здоровья среди всех классов населения».
В 1874 году она вышла замуж за доктора Джорджа Хоггана. Фрэнсис получила лицензию на практику в Великобритании в Королевском колледже врачей Ирландии в феврале 1877 года.
Вместе с мужем она открыла первую в Великобритании семейную практику общего профиля. В течение следующего десятилетия они оба написали медицинские исследовательские работы, некоторые из этих работ были написаны в соавторстве.
В 1882 году Фрэнсис призвала к созданию государственной женской медицинской службы для пациенток в Индии. Это помогло проложить путь для фонда Дафферин. В том же году она стала медицинским суперинтендантом Коллегиальной школы Северного Лондона, одной из первых строго академических средних школ для девочек. Эту роль она занимала шесть лет.
В 1884 году Фрэнсис написала статью под названием «Положение матери в семье», в которой использовала новейшие знания о зачатии и репродукции, чтобы доказать, что матери должны иметь больше прав на своих детей.
Фрэнсис и её муж Джордж были противниками вивисекции и обязательной вакцинации. В статье для Vaccination Inquirer в сентябре 1883 г. они оба выступали против обязательной вакцинации.
Муж Фрэнсис Джордж заболел в 1885 году, и пара переехала на юг Франции. Джордж умер от опухоли головного мозга в 1891 году.
Хогган стала социальным реформатором и совершила поездку по Соединённым Штатам с серией лекций. Она проявляла особый интерес к расовым вопросам и выступала на Всемирном расовом конгрессе в Лондоне в 1911 году.

## Смерть и наследие
Фрэнсис умерла в 1927 году. Её кремированные останки захоронены вместе с прахом мужа на кладбище Уокинга.
Уэльское научное общество награждает Медалью Фрэнсис Хогган выдающихся в области науки, медицины, инженерии, технологий или математики женщин, связанных с Уэльсом.

## Избранные работы
- Образование для девочек в Уэльсе (1882 г.)
- Американские негритянки в первые пятьдесят лет свободы (1913 г.)